# Мюнхенская бизнес-школа
Мюнхенская бизнес-школа (Munich Business School, сокр.MBS) — частная бизнес-школа, расположенная в Мюнхене (Бавария, Германия). Присуждает учёные степени исключительно в области делового администрирования. Бизнес-школа предлагает всего одну программу бакалавриата, 4 программы магистратуры (MBA), докторскую программу с получением степени DBA. Сотрудничает с многими бизнес-школами и университетами по всему миру, также по программам двойных дипломов. Входит в число лучших частных школ бизнеса Германии.

## История
Мюнхенская бизнес-школа была основана в 1991 году как часть Международной европейской бизнес-школы и первоначально называлась «Европейская бизнес-академия в Мюнхене» (нем. «EBA München — Europäische Betriebswirtschafts-Akademie München»). С момента своего основания предлагала эксклюзивные курсы по управлению бизнесом.
В 1999 году бизнес-школа стала первым частным учебным заведением в Баварии прошедшим государственную регистрацию и признанным Государственным министерством науки и искусств Баварии.
В 2003 году была переименована в «Мюнхенскую бизнес-школу». В рамках Болонского процесса в том же году была введена степень бакалавра, а в 2004 году добавлена магистерская степень (MBA).
С 2015 года действует докторская программа с получением степени доктора делового администрирования в сотрудничестве с Университетом Шеффилд Халлам из Великобритании.

## Учебные программы

### Бакалавр международного бизнеса
- 7 семестровая дневная программа.

### Мастер международного бизнеса
- 3 семестра — очная программа.
- 4 семестра — очная программа двойного диплома. Двойной диплом возможен в следующих университетах-партнерах: Тайваньский национальный педагогический университет, Международный университет Флориды, Бостонский университет, Бизнес-школа Skema, Университет Бонда, Лондонский университет Риджентс.

### Мастер спорта и коммуникаций
- 3 семестра — очная программа.
- 4 семестра — очная программа двойного диплома. Двойной диплом возможен в следующих университетах-партнерах: Национальный Тайваньский спортивный университет, Международный университет Флориды, Бостонский университет, Бизнес-школа Skema, Университет Бонда, Лондонский университет Риджентс.

### Магистр делового администрирования (MBA)
- Международный менеджмент, 3 семестра — очная.
- Общий менеджмент, 4 семестра — неполный рабочий день.

### Доктор делового администрирования
- 48 месяцев — неполный рабочий день.

## Аккредитация
Все программы Мюнхенской бизнес-школы аккредитованы Министерством образования, культуры, науки и искусства Баварии (нем. Bayerisches Staatsministerium für Bildung und Kultus, Wissenschaft und Kunst) и FIBAA (впервые аккредитована в 2007 г. и повторно в 2013 г.). Как первый частный университет в Баварии, Мюнхенская бизнес-школа получила институциональную аккредитацию Немецкого совета науки и гуманитарных наук в 2010 году и подтвердила её повторно в 2015 году.